# Eleccions presidencials lituanes de 2014
Les eleccions presidencials de Lituània de 2014 s'hi celebraren el dia 11 de maig. Si cap candidat no aconsegueix una majoria absoluta, el dia 25 de maig s'organitzarà una segona ronda.

## Candidats participants
Es confirmà oficialment la participació de 12 candidats, però només 7 compliren el requisit d'aconseguir 20.000 signatures de suport.
- Zigmantas Balčytis (n. 1953), diputat al Parlament Europeu – Partit Socialdemòcrata de Lituània
- Dalia Grybauskaitė (n. 1956), actual Presidenta de Lituània (2009–2014) – Independent
- Artūras Paulauskas (n. 1953), diputat al Seimas – Partit del Treball
- Naglis Puteikis (n. 1964), diputat al Seimas, independent
- Bronis Ropė (b. 1955), alcalde d'Ignalina – Unió Lituana d'Agricultors i Verds
- Valdemar Tomaševski (n. 1965), Diputat al Parlament Europeu
- Artūras Zuokas (n. 1968), alcalde de Vílnius – SÍ

Els candidats que no passaren el llistó inclouen: Rolandas Paksas, Linas Balsys, Kristina Brazauskienė, Vladas Lašas, Jonas Lašinis i Rolandas Paulauskas.

## Enquestes
| Candidat               | Spinter Tyrimai 7–15 d'abril del 2014 | Vilmorus/Lietuvos Rytas 4-9 d'abril del 2014 | Spinter Tyrimai 15–20 de març del 2014 | Lietuvos rytas 13–17 de març del 2014 | Spinter Tyrimai 21–28 de febrer del 2014 | Lietuvos rytas 14–23 de febrer del 2014 | Spinter Tyrimai 16-26 gener del 2014 | Spinter Tyrimai Novembre del 2013 | Spinter Tyrimai 18-31 d'octubre del 2013 |
| ---------------------- | ------------------------------------- | -------------------------------------------- | -------------------------------------- | ------------------------------------- | ---------------------------------------- | --------------------------------------- | ------------------------------------ | --------------------------------- | ---------------------------------------- |
| Grybauskaitė, Dalia    | 42,5                                  | 46,9                                         | 39,3                                   | 40,9                                  | 40,9                                     | 43,3                                    | 39,7                                 | 36,0                              | 36,5                                     |
| Balčytis, Zigmantas    | 12,4                                  | 9,9                                          | 9,7                                    | 10,3                                  | 8,9                                      | 8,3                                     | 8,6                                  | 3,0                               | 3,3                                      |
| Paulauskas, Artūras    | 9,9                                   | 10,5                                         | 8,9                                    | 9,6                                   | 6,6                                      | 7,3                                     | 3,6                                  | 2,3                               | 2,1                                      |
| Puteikis, Naglis       | 3,5                                   | 4,9                                          |                                        |                                       |                                          |                                         |                                      |                                   |                                          |
| Tomaševski, Valdemar   | 2,9                                   | 3,7                                          | 2,8                                    | 3,4                                   | 1,8                                      |                                         | 2,0                                  | 2,4                               | 2,2                                      |
| Ropė, Bronis           | 2,5                                   | 3,4                                          | 2,3                                    | 4,1                                   | 2,3                                      |                                         | 2,0                                  |                                   |                                          |
| Zuokas, Artūras        | 3,0                                   | 2,5                                          | 2,6                                    | 2,3                                   | 2,9                                      |                                         | 2,9                                  | 2,1                               | 2,2                                      |
| Balsys, Linas          | —                                     | —                                            | —                                      | 3,8                                   | 2,2                                      | 4,1                                     |                                      |                                   | 0,5                                      |
| Paulauskas, Rolandas   | —                                     | —                                            | —                                      | 1,1                                   |                                          |                                         |                                      |                                   |                                          |
| Brazauskienė, Kristina | —                                     | —                                            | —                                      | 0,6                                   |                                          |                                         |                                      |                                   |                                          |
| Lašas, Vladas          | —                                     | —                                            | —                                      | 0,5                                   |                                          |                                         |                                      |                                   |                                          |
| Lašinis, Jonas         | —                                     | —                                            | —                                      | 0,3                                   |                                          |                                         |                                      |                                   |                                          |
| Paksas, Rolandas       | —                                     | —                                            | —                                      | —                                     | 9,7                                      | 14,8                                    | 7,6                                  | 7,6                               | 4,3                                      |
| (indecisos)            | 14,9                                  | 18,2                                         | 17,7                                   | 19,1                                  | 8,8                                      |                                         | 14,4                                 | 10,3                              | 10,7                                     |
| (no pensen votar)      | 8,4                                   |                                              | 9,5                                    |                                       | 7,6                                      |                                         | 9,5                                  | 11,3                              | 10,9                                     |